# Serie D 1961-1962
Il campionato di Serie D 1961-62 fu la tredicesima edizione del campionato interregionale di calcio di quarto livello disputata in Italia.
In questa stagione a parità di punteggio non era prevista alcuna discriminante: le squadre a pari punti erano classificate a pari merito (la F.I.G.C. in questa stagione non teneva conto della differenza reti, la utilizzava solo per il Settore Giovanile).

In caso di assegnazione di un titolo sportivo (sia per la promozione che per la retrocessione) era previsto uno spareggio in campo neutro.

## Aggiornamenti
Associazione Sportiva Pro Gorizia e Unione Sportiva Sangiorgese sono state riammesse.

## Girone A
|  | Pos. | Squadra         | Pt | G  | V  | N  | P  | GF | GS |
|  | ---- | --------------- | -- | -- | -- | -- | -- | -- | -- |
|  | 1.   | Rapallo Ruentes | 48 | 34 | 18 | 12 | 4  | 49 | 24 |
|  | 2.   | Entella         | 46 | 34 | 18 | 10 | 6  | 47 | 23 |
|  | 3.   | Viareggio       | 44 | 34 | 18 | 8  | 8  | 61 | 34 |
|  | 4.   | Borgomanero     | 35 | 34 | 15 | 5  | 14 | 47 | 38 |
|  | 4.   | Novese          | 35 | 34 | 11 | 13 | 10 | 35 | 33 |
|  | 4.   | Imperia         | 35 | 34 | 12 | 11 | 11 | 42 | 46 |
|  | 7.   | Pietrasanta     | 34 | 34 | 9  | 16 | 9  | 34 | 32 |
|  | 7.   | Finale          | 34 | 34 | 13 | 8  | 13 | 42 | 40 |
|  | 7.   | Albenga         | 34 | 34 | 10 | 14 | 10 | 38 | 39 |
|  | 10.  | Asti            | 33 | 34 | 10 | 13 | 11 | 36 | 32 |
|  | 10.  | Sestri Levante  | 33 | 34 | 12 | 9  | 13 | 42 | 44 |
|  | 10.  | Pavia           | 33 | 34 | 10 | 13 | 11 | 45 | 50 |
|  | 13.  | Trinese         | 32 | 34 | 10 | 12 | 12 | 36 | 39 |
|  | 13.  | Massese         | 32 | 34 | 12 | 8  | 14 | 35 | 44 |
|  | 15.  | Derthona        | 30 | 34 | 9  | 12 | 13 | 32 | 35 |
|  | 16.  | Sammargheritese | 30 | 34 | 11 | 8  | 15 | 32 | 43 |
|  | 17.  | Aosta           | 23 | 34 | 6  | 11 | 17 | 41 | 71 |
|  | 18.  | Sestrese        | 21 | 34 | 7  | 7  | 20 | 30 | 57 |

Legenda:
      Promosso in Serie C 1962-1963.
      Retrocesso in Prima Categoria 1962-1963.
 Retrocessione diretta.
Note:
Due punti a vittoria, uno a pareggio, zero a sconfitta.
La Sammargheritese è retrocessa dopo aver perso lo spareggio con l'ex aequo Derthona.

### Risultati

#### Spareggio salvezza[1]
|          | Risultati    |                 | Luogo e data           |
| -------- | ------------ | --------------- | ---------------------- |
| Derthona | 1-1 (d.t.s.) | Sammargheritese | Savona, 10 giugno 1962 |
|          |              |                 |                        |

|          | Risultati |                 | Luogo e data          |
| -------- | --------- | --------------- | --------------------- |
| Derthona | 3-1       | Sammargheritese | Parma, 17 giugno 1962 |
|          |           |                 |                       |

La ripetizione fu necessaria, secondo il regolamento del tempo, in quanto il primo spareggio era finito in parità.

## Girone B
|  | Pos. | Squadra            | Pt | G  | V  | N  | P  | GF | GS |
|  | ---- | ------------------ | -- | -- | -- | -- | -- | -- | -- |
|  | 1.   | Rizzoli            | 45 | 34 | 17 | 11 | 6  | 45 | 26 |
|  | 2.   | Solbiatese         | 44 | 34 | 18 | 8  | 8  | 59 | 27 |
|  | 3.   | Piacenza           | 41 | 34 | 17 | 7  | 10 | 55 | 30 |
|  | 4.   | Falck & Arcore     | 40 | 34 | 15 | 10 | 9  | 56 | 43 |
|  | 5.   | Trevigliese        | 39 | 34 | 14 | 11 | 9  | 46 | 37 |
|  | 6.   | Gallaratese        | 38 | 34 | 12 | 14 | 8  | 54 | 43 |
|  | 7.   | Vigevano           | 37 | 34 | 14 | 9  | 11 | 41 | 36 |
|  | 8.   | Lilion Snia Varedo | 35 | 34 | 12 | 11 | 11 | 52 | 52 |
|  | 8.   | Sondrio            | 35 | 34 | 11 | 13 | 10 | 32 | 35 |
|  | 10.  | Moglia             | 34 | 34 | 12 | 10 | 12 | 33 | 31 |
|  | 11.  | Argentana          | 32 | 34 | 11 | 10 | 13 | 33 | 39 |
|  | 12.  | Rescaldinese       | 30 | 34 | 11 | 8  | 15 | 44 | 40 |
|  | 12.  | Inveruno           | 30 | 34 | 9  | 12 | 13 | 36 | 45 |
|  | 14.  | Mirandolese        | 29 | 34 | 10 | 9  | 15 | 36 | 52 |
|  | 15.  | Seregno            | 27 | 34 | 11 | 5  | 18 | 35 | 45 |
|  | 16.  | Audace SME         | 27 | 34 | 10 | 7  | 17 | 28 | 49 |
|  | 17.  | Leffe              | 25 | 34 | 7  | 11 | 16 | 18 | 46 |
|  | 18.  | Falck Vobarno      | 24 | 34 | 5  | 14 | 15 | 26 | 53 |

Legenda:
      Promosso in Serie C 1962-1963.
      Retrocesso in Prima Categoria 1962-1963.
 Retrocessione diretta.
Note:
Due punti a vittoria, uno a pareggio, zero a sconfitta.
L'Audace S.M.E. è retrocessa dopo aver perso lo spareggio con l'ex aequo Seregno.

### Risultati

#### Spareggio salvezza[1]
|            | Risultati |         | Luogo e data            |
| ---------- | --------- | ------- | ----------------------- |
| Audace SME | 0-3       | Seregno | Cremona, 10 giugno 1962 |
|            |           |         |                         |

## Girone C
|  | Pos. | Squadra          | Pt | G  | V  | N  | P  | GF | GS |
|  | ---- | ---------------- | -- | -- | -- | -- | -- | -- | -- |
|  | 1.   | CRDA Monfalcone  | 48 | 34 | 18 | 12 | 4  | 57 | 26 |
|  | 2.   | Vis Pesaro       | 44 | 34 | 15 | 14 | 5  | 41 | 31 |
|  | 3.   | Rovereto         | 41 | 34 | 16 | 9  | 9  | 48 | 30 |
|  | 3.   | Trento           | 41 | 34 | 16 | 9  | 9  | 47 | 31 |
|  | 5.   | Jesi             | 39 | 34 | 14 | 11 | 9  | 53 | 41 |
|  | 5.   | Fano             | 39 | 34 | 12 | 15 | 7  | 38 | 30 |
|  | 7.   | Imolese          | 37 | 34 | 14 | 9  | 11 | 48 | 37 |
|  | 8.   | Portogruaro      | 36 | 34 | 11 | 14 | 9  | 39 | 40 |
|  | 9.   | Cesenatico       | 34 | 34 | 9  | 16 | 9  | 33 | 36 |
|  | 10.  | Sandonà 1922     | 32 | 34 | 10 | 12 | 12 | 45 | 41 |
|  | 11.  | SAICI Torviscosa | 31 | 34 | 10 | 11 | 13 | 27 | 35 |
|  | 12.  | Merano           | 30 | 34 | 9  | 12 | 13 | 33 | 35 |
|  | 12.  | Pro Gorizia      | 30 | 34 | 8  | 14 | 12 | 33 | 50 |
|  | 12.  | Cervia           | 30 | 34 | 11 | 8  | 15 | 26 | 43 |
|  | 15.  | Pro Mogliano     | 29 | 34 | 9  | 11 | 14 | 34 | 46 |
|  | 15.  | Miranese         | 29 | 34 | 9  | 11 | 14 | 40 | 44 |
|  | 17.  | Vigor Senigallia | 24 | 34 | 6  | 12 | 16 | 28 | 45 |
|  | 18.  | Schio            | 18 | 34 | 4  | 10 | 20 | 20 | 49 |

Legenda:
      Promosso in Serie C 1962-1963.
      Retrocesso in Prima Categoria 1962-1963.
 Retrocessione diretta.
Note:
Due punti a vittoria, uno a pareggio, zero a sconfitta.
La Miranese, retrocessa dopo aver perso lo spareggio con la ex aequo Pro Mogliano, è poi stata riammessa.

### Risultati

#### Spareggio salvezza[1]
|          | Risultati |              | Luogo e data                    |
| -------- | --------- | ------------ | ------------------------------- |
| Miranese | 0-2       | Pro Mogliano | Vittorio Veneto, 10 giugno 1962 |
|          |           |              |                                 |

## Girone D
Il Fiamme d'Oro era una società di Roma.
|  | Pos. | Squadra           | Pt | G  | V  | N  | P  | GF | GS |
|  | ---- | ----------------- | -- | -- | -- | -- | -- | -- | -- |
|  | 1.   | Solvay Rosignano  | 44 | 34 | 17 | 10 | 7  | 46 | 27 |
|  | 2.   | Pro Cisterna      | 43 | 34 | 14 | 15 | 5  | 48 | 23 |
|  | 3.   | BPD Colleferro    | 42 | 34 | 17 | 8  | 9  | 49 | 30 |
|  | 4.   | Tempio            | 40 | 34 | 16 | 8  | 10 | 46 | 28 |
|  | 5.   | Larderello        | 36 | 34 | 13 | 10 | 11 | 35 | 34 |
|  | 6.   | Fiamme d'Oro      | 35 | 34 | 12 | 11 | 11 | 28 | 26 |
|  | 7.   | Calangianus       | 34 | 34 | 11 | 12 | 11 | 32 | 27 |
|  | 7.   | Poggibonsi        | 34 | 34 | 12 | 10 | 12 | 38 | 37 |
|  | 7.   | Pontedera         | 34 | 34 | 13 | 8  | 13 | 43 | 47 |
|  | 10.  | Cuoiopelli        | 32 | 34 | 9  | 14 | 11 | 31 | 30 |
|  | 10.  | Nuorese           | 32 | 34 | 13 | 6  | 15 | 36 | 39 |
|  | 10.  | Olbia             | 32 | 34 | 13 | 6  | 15 | 38 | 48 |
|  | 10.  | Sangiovannese     | 32 | 34 | 10 | 12 | 12 | 28 | 38 |
|  | 10.  | Città di Castello | 32 | 34 | 10 | 12 | 12 | 23 | 33 |
|  | 15.  | Ternana           | 31 | 34 | 9  | 13 | 12 | 35 | 36 |
|  | 16.  | Carbonia          | 30 | 34 | 8  | 14 | 12 | 29 | 39 |
|  | 17.  | Fondana           | 28 | 34 | 9  | 10 | 15 | 31 | 51 |
|  | 18.  | Piombino          | 21 | 34 | 7  | 7  | 20 | 22 | 45 |

Legenda:
      Promosso in Serie C 1962-1963.
      Retrocesso in Prima Categoria 1962-1963.
 Retrocessione diretta.
Note:
Due punti a vittoria, uno a pareggio, zero a sconfitta.
Il Carbonia è retrocesso dopo aver perso lo spareggio con la Nuorese, spareggio comunque vanificato successivamente (vedi risultati).
La Fondana è poi stata riammessa.

### Risultati

#### Spareggio salvezza[1]
|          | Risultati |         | Luogo e data            |
| -------- | --------- | ------- | ----------------------- |
| Carbonia | 1-2       | Nuorese | Sassari, 10 giugno 1962 |
|          |           |         |                         |

Carbonia e Nuorese hanno inizialmente chiuso il campionato a 30 punti, rendendo necessaria la disputa di uno spareggio. Il 25 giugno 1962 la C.A.F. ha assegnato lo 0-2 a tavolino in favore della Nuorese in occasione della partita Piombino-Nuorese dell'8 ottobre 1961 (chiusasi 3-2 sul campo); pertanto la Nuorese salì in classifica a 32 punti vanificando l'utilità dello spareggio già disputato.

## Girone E
|  | Pos. | Squadra                   | Pt | G  | V  | N  | P  | GF | GS |
|  | ---- | ------------------------- | -- | -- | -- | -- | -- | -- | -- |
|  | 1.   | Trani                     | 50 | 34 | 20 | 10 | 4  | 50 | 16 |
|  | 2.   | Brindisi                  | 46 | 34 | 19 | 8  | 7  | 45 | 22 |
|  | 3.   | Fermana                   | 45 | 34 | 16 | 13 | 5  | 46 | 25 |
|  | 4.   | Forza e Coraggio Avezzano | 39 | 34 | 14 | 11 | 9  | 44 | 34 |
|  | 5.   | Maceratese (-6)           | 35 | 34 | 14 | 13 | 7  | 55 | 29 |
|  | 6.   | San Crispino              | 34 | 34 | 11 | 12 | 11 | 42 | 44 |
|  | 7.   | Sangiorgese               | 33 | 34 | 13 | 7  | 14 | 44 | 44 |
|  | 7.   | Molfetta                  | 33 | 34 | 12 | 9  | 13 | 33 | 46 |
|  | 9.   | Sulmona                   | 32 | 34 | 12 | 8  | 14 | 27 | 31 |
|  | 9.   | Campobasso                | 32 | 34 | 11 | 10 | 13 | 33 | 38 |
|  | 9.   | Liberty                   | 32 | 34 | 9  | 14 | 11 | 26 | 36 |
|  | 12.  | Teramo                    | 30 | 34 | 9  | 12 | 13 | 27 | 29 |
|  | 12.  | Giulianova                | 30 | 34 | 8  | 14 | 12 | 35 | 39 |
|  | 12.  | Fabriano                  | 30 | 34 | 9  | 12 | 13 | 30 | 37 |
|  | 15.  | Pro Vasto                 | 28 | 34 | 8  | 12 | 14 | 20 | 39 |
|  | 16.  | Casarano                  | 26 | 34 | 7  | 12 | 15 | 35 | 47 |
|  | 16.  | Martina                   | 26 | 34 | 8  | 10 | 16 | 27 | 44 |
|  | 18.  | Ortona                    | 25 | 34 | 7  | 11 | 16 | 35 | 54 |

Legenda:
      Promosso in Serie C 1962-1963.
      Retrocesso in Prima Categoria 1962-1963.
Note:
Due punti a vittoria, uno a pareggio, zero a sconfitta.
La Maceratese è stata penalizzata con la sottrazione di 6 punti in classifica.
L'Ortona è poi stato riammesso.

## Girone F
|  | Pos. | Squadra         | Pt | G  | V  | N  | P  | GF | GS |
|  | ---- | --------------- | -- | -- | -- | -- | -- | -- | -- |
|  | 1.   | Avellino        | 53 | 34 | 23 | 7  | 4  | 54 | 20 |
|  | 2.   | Acquapozzillo   | 46 | 34 | 18 | 10 | 6  | 46 | 19 |
|  | 3.   | Cirio           | 42 | 34 | 17 | 8  | 9  | 49 | 2  |
|  | 4.   | Casertana       | 41 | 34 | 15 | 11 | 8  | 54 | 32 |
|  | 5.   | Juventus Stabia | 38 | 34 | 16 | 6  | 12 | 52 | 39 |
|  | 6.   | Scafatese       | 36 | 34 | 13 | 10 | 11 | 33 | 23 |
|  | 7.   | Mazara          | 33 | 34 | 11 | 11 | 12 | 32 | 37 |
|  | 7.   | Morrone Cosenza | 33 | 34 | 12 | 9  | 13 | 42 | 43 |
|  | 7.   | Igea Virtus     | 33 | 34 | 14 | 5  | 15 | 30 | 44 |
|  | 10.  | Enna            | 32 | 34 | 11 | 10 | 13 | 28 | 38 |
|  | 11.  | Alba Napoli     | 31 | 34 | 10 | 11 | 13 | 51 | 47 |
|  | 12.  | Caltagirone     | 30 | 34 | 9  | 12 | 13 | 32 | 33 |
|  | 12.  | Locri           | 30 | 34 | 11 | 8  | 15 | 32 | 36 |
|  | 12.  | Paolana         | 30 | 34 | 12 | 6  | 16 | 37 | 52 |
|  | 15.  | Atripalda       | 29 | 34 | 9  | 11 | 14 | 27 | 46 |
|  | 16.  | Bagheria (-1)   | 28 | 34 | 11 | 7  | 16 | 25 | 45 |
|  | 17.  | Alcamo          | 27 | 34 | 10 | 7  | 17 | 36 | 42 |
|  | 18.  | Gladiator (-1)  | 18 | 34 | 5  | 9  | 20 | 18 | 66 |

Legenda:
      Promosso in Serie C 1962-1963.
      Retrocesso in Prima Categoria 1962-1963.
Note:
Due punti a vittoria, uno a pareggio, zero a sconfitta.
Bagheria e Gladiator sono state penalizzate con la sottrazione di 1 punto in classifica.